# Capilla Conmemorativa Andrews
La Capilla Conmemorativa Andrews (en inglés: Andrews Memorial Chapel ) es un edificio de una histórica y antigua iglesia de estilo gótico y Presbiteriana que se encuentra ubicada en San Mateo Drive en Buena Vista, en Dunedin, Florida, Estados Unidos. Fue construida en 1888 como la Iglesia conmemorativa Andrews en la esquina de la calle de Escocia y la avenida Highland. Realizó el relevo de una iglesia presbiteriana de 1871 situada donde está el cementerio de Dunedin ahora y conmemora a William Andrews, hijo de John G. Andrews, quien "murió mientras montaba a caballo en una tormenta violenta". 